# テールコード

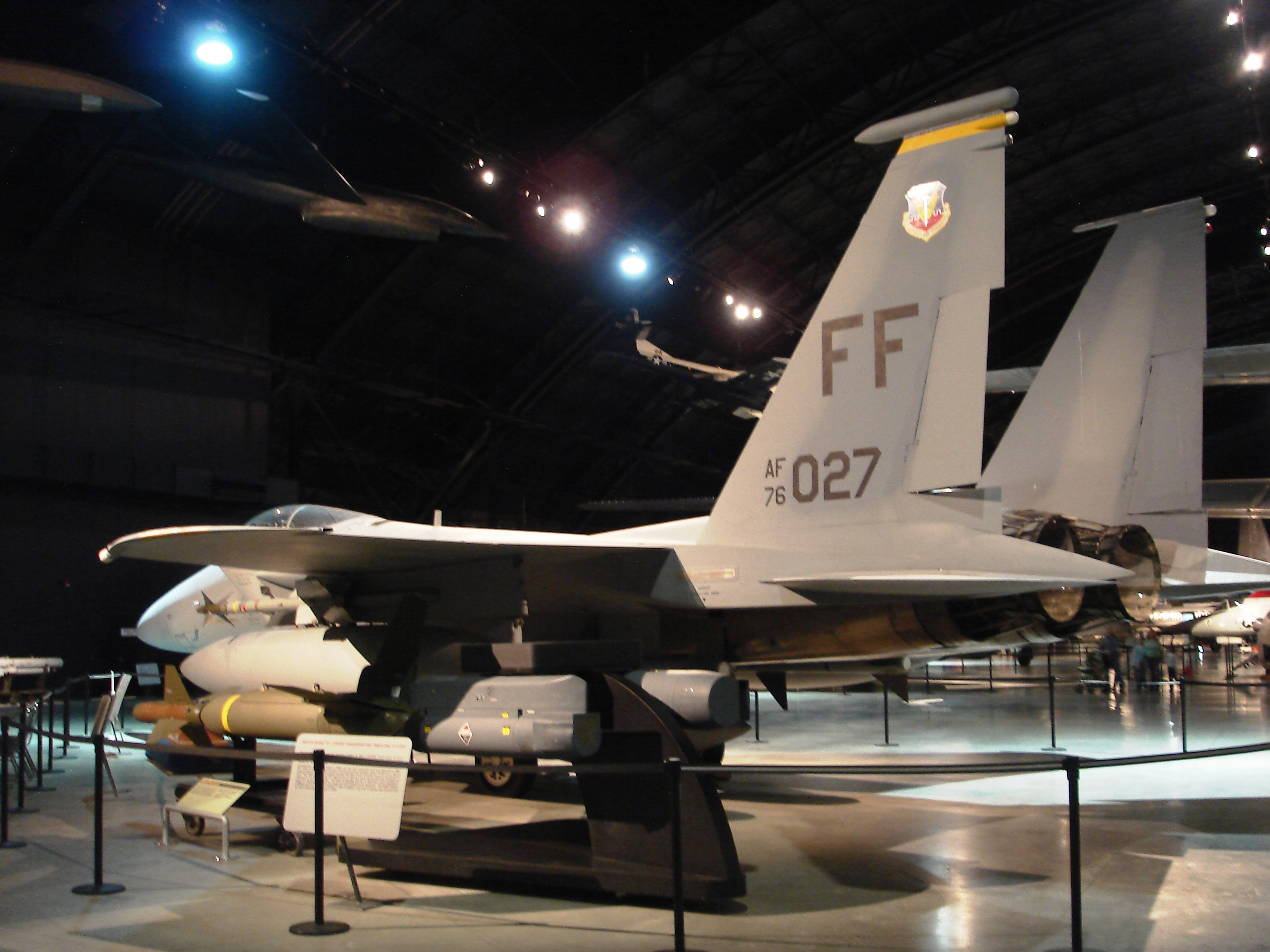
F-15 イーグルのアメリカ空軍第1戦闘航空団を示すテールコード

テールコード（Tail codes）とは、アメリカ軍の機体（主にアメリカ空軍機）の垂直尾翼に付与されている機体記号の一種である。

## 概要
テールコードは、2つのアルファベットからなる機が所属する基地と、部隊マークからなる所属部隊を表す形で構成されている（例:ED=エドワーズ空軍基地所属、WA=ネリス空軍基地所属を表す）。ただし、一部の部隊ではアルファベットも部隊の愛称に由来する略称を使っている（第1戦闘航空団の「FF：First Fighterの略」や、第8戦闘航空団の「WP：Wolf Packの略」など）
空軍州兵の機体は、所属する各州の2文字略号をテールコードに使用する。

## アメリカ空軍

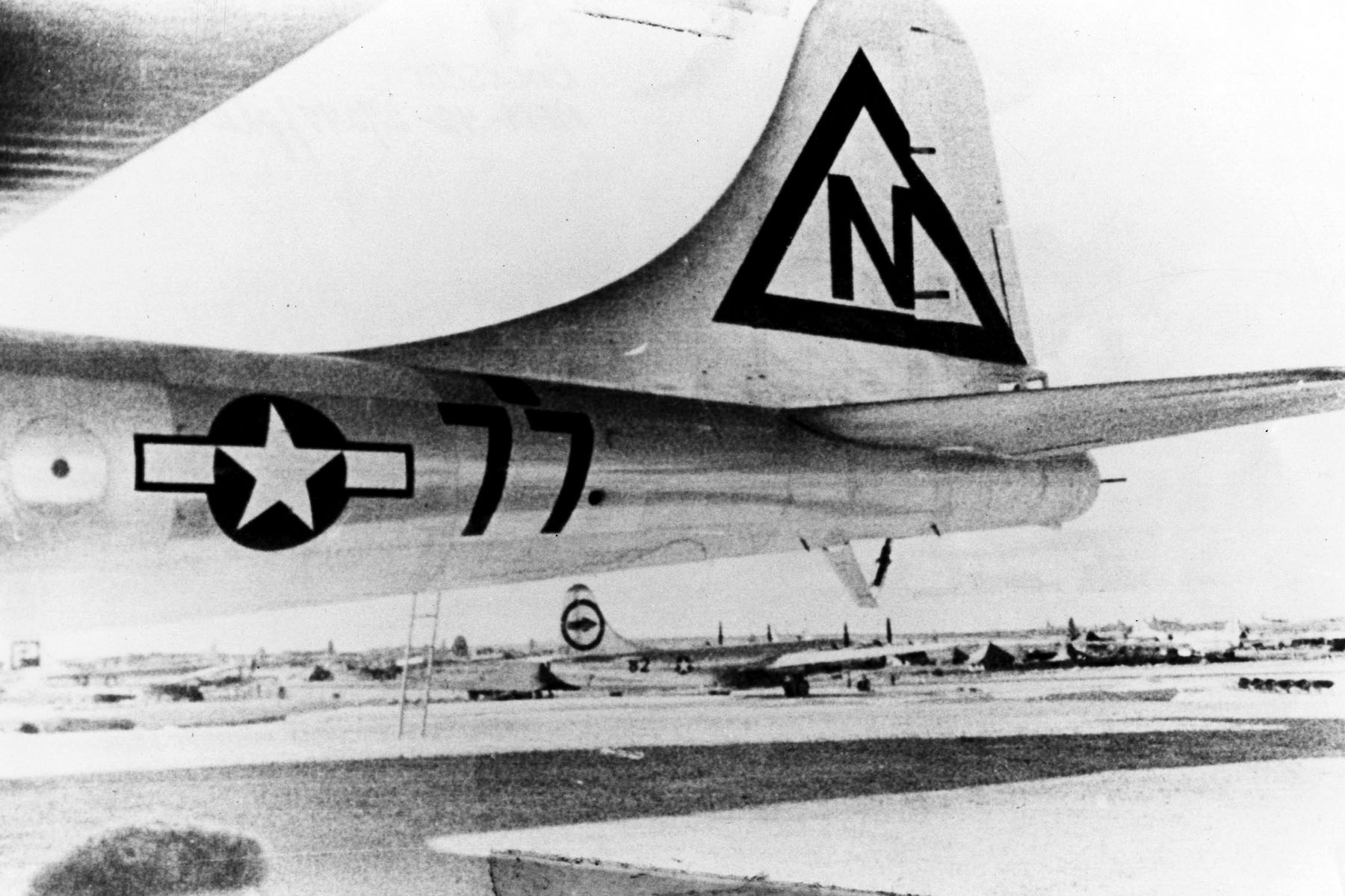
長崎への原爆投下時の「ボックスカー」のテールコード

軍所属機体（VC-25、C-32A、E-4除く）に付与され、テールコードの下にはシリアルナンバーが記載されている。シリアルナンバーは2行2列の小さな文字とそれに続く大きな数字で構成され、空軍(Air Force)所属を示すAFの文字と、その下に発注された会計年度の下2桁が書かれ、会計年度内の連番が続く。

## アメリカ海軍・海兵隊
F/A-18E/F戦闘攻撃機等の艦載機あるいはP-8 哨戒機等の陸上機かにかかわらず、航空団所属のほとんどの機体に付される。空軍と同じく2レターであり、何らかの理由で飛行隊固有のコールサインを使うのが不都合な場合、そのフォネティックコードが、航空団所属機を示すコールサインとして使われることもある。例えば、テールコードNFは、第5空母航空団(CVW5)所属機を表し、搭載先の航空母艦が変わったり一時的に陸上基地配備になっても、航空団のテールコードは変わらない。ただし、他の航空団から半恒久的に飛行隊や分遣隊などが空母等に派遣される際には、その飛行隊や分遣隊の属する原航空団のテールコードを、派遣先空母等が搭載する航空団のテールコードに書き換え、運用することも多い。